# Вендиш Еверн
Вендиш Еверн (њем. Wendisch Evern) општина је у њемачкој савезној држави Доња Саксонија. Једно је од 43 општинска средишта округа Линебург. Према процјени из 2010. у општини је живјело 1.732 становника. Посједује регионалну шифру (AGS) 3355040.

## Географски и демографски подаци
Вендиш Еверн се налази у савезној држави Доња Саксонија у округу Линебург. Општина се налази на надморској висини од 59 метара. Површина општине износи 14,9 km². У самом мјесту је, према процјени из 2010. године, живјело 1.732 становника. Просјечна густина становништва износи 116 становника/km².